# Robbie Coltrane
Anthony Robert McMillan OBE (Rutherglen, 30 de março de 1950 — Larbert, 14 de outubro de 2022), mais conhecido pelo nome artístico Robbie Coltrane, foi um ator, comediante e escritor escocês. Tornou-se mundialmente famoso por seu papel como Rúbeo Hagrid na série de filmes Harry Potter. Também ficou famoso em 1995 com o filme 007 Contra GoldenEye e em 1999 no filme 007 - O Mundo não é o Bastante, onde interpretou o líder mafioso Valentin Zukovsky.
Coltrane morreu em 14 de outubro de 2022, aos 72 anos.

## Produções
Robbie Coltrane participou de 114 produções, incluindo filmes, séries e animações. Também colaborou na redação e produção de séries para televisão, além de colaborar na trilha sonora de filmes e séries. 
Uma de suas produções autorais é o sexto episódio da sétima temporada de The Comic Strip Presents..., o qual produziu, dirigiu e colaborou na trila sonora.
| Ano  | Filme                                         | Personagem             | Função |
| ---- | --------------------------------------------- | ---------------------- | ------ |
| 1980 | Flash Gordon                                  | Homem no aeródromo     |        |
| 1983 | Krull                                         | Rhun                   |        |
| 1985 | Revolução                                     | Burguês de Nova Iorque |        |
| 1986 | Caravaggio                                    | Scipione Borghese      |        |
| 1986 | Mona Lisa                                     | Thomas                 |        |
| 1989 | Bert Rigby - Na Trilha da Fama                | Sid Trample            |        |
| 1989 | Henrique V                                    | Sir John Falstaff      |        |
| 1995 | 007 Contra Goldeneye                          | Valentin Zukovsky      |        |
| 1997 | Buddy, Meu Gorila Favorito                    | Dr. Lintz              |        |
| 1999 | Uma Carta de Amor                             | Charlie                |        |
| 1999 | 007 - O Mundo não é o Bastante                | Valentin Zukovsky      |        |
| 2001 | Harry Potter e a Pedra Filosofal              | Rúbeo Hagrid           |        |
| 2001 | Do Inferno                                    | Sargento Peter Godley  |        |
| 2002 | Harry Potter e a Câmara Secreta               | Rúbeo Hagrid           |        |
| 2004 | Doze Homens e um Outro Segredo                | Matsui                 |        |
| 2004 | Van Helsing - O Caçador de Monstros           | Frankenstein           |        |
| 2004 | Suki - A Rainha da Selva                      | James                  | Voz    |
| 2004 | Harry Potter e o Prisioneiro de Azkaban       | Rúbeo Hagrid           |        |
| 2006 | Harry Potter e o Cálice de Fogo               | Rúbeo Hagrid           |        |
| 2006 | Alex Rider Contra o Tempo                     | Primeiro Ministro      |        |
| 2007 | Harry Potter e a Ordem da Fênix               | Rúbeo Hagrid           |        |
| 2008 | O Corajoso Ratinho Despereaux                 | Gregory                | Voz    |
| 2008 | Vigaristas                                    | Curador                |        |
| 2009 | Gooby                                         | Gobby                  | Voz    |
| 2009 | Harry Potter e o Enigma do Príncipe           | Rúbeo Hagrid           |        |
| 2009 | Murderland (televisão)                        | Douglas Hain           |        |
| 2009 | Gruffalo                                      | Gruffalo               | Voz    |
| 2010 | Harry Potter e as Relíquias da Morte: Parte 1 | Rúbeo Hagrid           |        |
| 2011 | Harry Potter e as Relíquias da Morte: Parte 2 | Rúbeo Hagrid           |        |
| 2012 | Brave                                         | Lorde Dingwall         | Voz    |